# 伊尼雅索羅區
21°32′S 35°12′E / 21.533°S 35.200°E
伊尼雅索羅區（葡萄牙語：Inhassoro），是莫桑比克的行政區，位於該國東南部，由伊尼揚巴內省負責管轄，首府設於伊尼雅索羅，面積4,480平方公里，2007年人口48,537，人口密度每平方公里11人。